# Tillandsia trelawniensis
Tillandsia trelawniensis là một loài thực vật có hoa trong họ Bromeliaceae. Loài này được Proctor miêu tả khoa học đầu tiên năm 1982.